# 房兆楹
房兆楹（1908年4月18日—1985年4月26日），籍貫山东泰安，出生於天津，歷史學家，明、清史權威学者。
與燕京大學校友、同事杜聯喆結婚。房兆楹夫婦在中國、美國、澳大利亞等地的大學和圖書館工作，參與撰寫《清代名人傳略》、《中華民國人物傳記辭典》、《明代名人錄》。這三部著作是明清以降中國著名人物傳記資料的大彙編，均用英文編寫，在國際漢學界有很大影響。1976年以《明代名人錄》獲哥倫比亞大學荣誉文學博士學位。

## 生平
房兆楹出生于1908年4月18日。
房兆楹1928年畢業於燕京大學數學系，獲理學士學位。1930年從美国圣公会武昌文華圖書館學專科學校畢業，任燕京大學圖書館助理館長，受哈佛燕京学社参与创建者之一、史学家洪业委托为筹建中的哈佛燕京学社购置古籍。在这期间，房认识了同毕业于燕京大学、协助洪业购书的杜联喆。後官費留美，二人同行。
1933年，房进入哥伦比亚大学图书馆学院（Library School）并与杜联喆（Lienche Tu）结婚，一说就读学校是哈佛大学并在哈佛大学中日文图书馆工作。次年开始夫妇二人一同开始和国会图书馆东亚分部部长Arthur Hummel博士为国会图书馆的清代名人传略工作，房任首席助理。
二战期间，房兆楹在战争部的Charles Hockett手下任职负责教導美国军人学习汉语，並编写汉语口语教材，後列入美国“陆军部教育手册”（War Department Education Manual）。
1945年，他跟随Karl August Wittfogel博士在中国历史计划（Chinese History Project）中任副研究员。该项目由华盛顿大学主导和资助，哥伦比亚大学协作。
1948年撰写《清初满洲家庭里的分家子和未分家子》一文。
战后，夫妇二人居住于纽约布朗克斯区Riverdale。1952年，二人搬往加州帕洛阿尔托并加入斯坦福大学胡佛研究所。1957年（一说1955年）再搬到加州伯克利、加入东亚图书馆。
1961年11月到1963年8月，夫妇二人搬去澳大利亚，供职于澳洲国立大学研究院太平洋研究所远东史学系任副图书馆员、东亚图书馆主任，期间指导了史景迁的博士论文《康熙与曹寅》。
1963年9月，夫妇返回美国，主持哥伦比亚大学明代人物传记项目（Ming Biographical History Project）任副教授、副编辑。1966年9月迁居新泽西恩格尔伍德。
1976年，哥伦比大学因《明代名人录》的杰出工作而在此书发行时授予二人荣誉博士学位。
晚年把大量图书捐赠给臺灣中央研究院近代史研究所图书馆和澳大利亚国家图书馆。
1985年4月26日，房在北京讲学期间过世。美国驻京大使Arthur Hummel参加葬礼，其弟子史景迁致悼词。1994年，其夫人去世。
史學家史景遷（Jonathan D. Spence）與其夫人金安平、芮玛丽（Mary Wright）、倪德卫（David S. Nivison）都是他的弟子。

## 著作
- 清末民初洋學學生題名錄初輯，1962年
- 《三十三種清代傳記綜合引得》（1932年與杜聯喆合編）
- 《清代名人传略》（Eminent Chinese of the Ch'ing Period (1644–1912)，1944年）
- 《中华民国人物传记辞典》
- Dictionary of Ming Biography, 1368-1644《明朝人名录》（1976年）中譯本：《哥倫比亞大學明代名人傳》六冊(北京時代華文書局，2015年)

## 評價
- 杨联陞：“論明清史料史事，今日當推房兆楹、杜連喆夫婦。”[7]
- 何炳棣說房兆楹一向專捧“洋人”學者，對華裔學者評按照例非常刻薄。華人中他只捧兩個人，一位是前輩胡適，一位是同輩的楊聯陞。又按照满洲入关前的旧惯俗，财产及其他都由仍与父母同居的儿子（未分家子）承继，雍正业已封为雍亲王、自建雍邸，已是分家子，而康熙钟爱的第十四子是未分家子，《清代名人传略》因此結論雍正奪嫡。何炳棣則批評房只知其一，不知其二，對於雍正奪嫡的結論是錯誤的，因康熙在1675年立第二子胤扔为皇太子時，就已经放弃满洲旧俗。[8]